# Bandeira do Krai do Litoral
A Bandeira do Krai do Litoral ou Bandeira do krai de Primorsky é um dos símbolos oficiais do Krai do Litoral, uma subdivisão da Federação Russa. Foi aprovada em 22 de fevereiro de 1995. A ideia do pavilhão foi proposta por V. A. Obertas, Professor do Instituto de Arquitetura DVGTU.

## Descrição

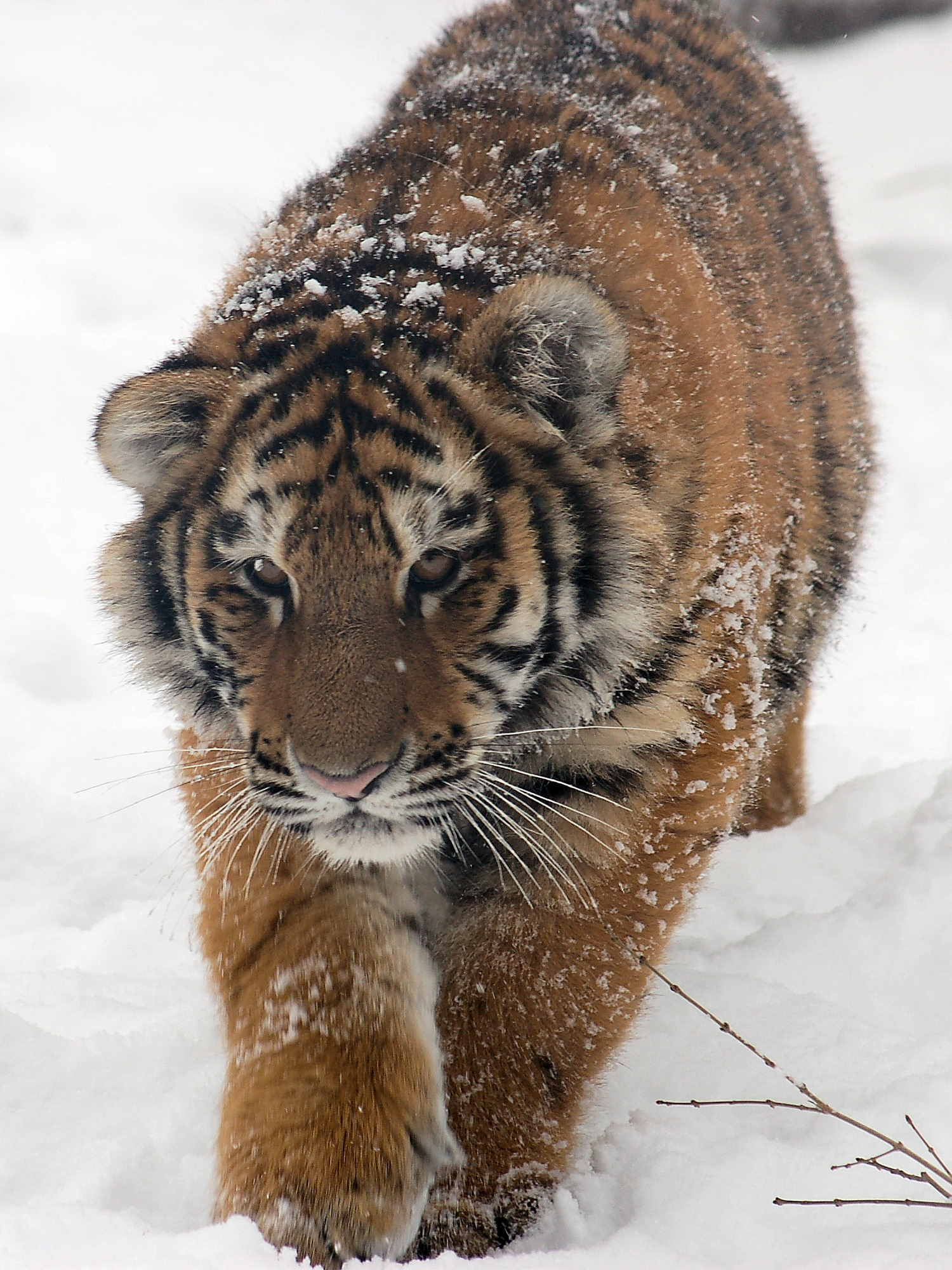
Tigre Siberiano

Seu desenho consiste em um retângulo de proporção largura-comprimento de 2:3. O retângulo é atravessado desde o canto inferior esquerdo até o canto superior direito por uma faixa branca. Os dois triângulos estão nas seguintes cores: a parte superior, perto mastro da bandeira, vermelho, e o inferior azul. No canto superior esquerdo está em desenhada em ouro a imagem de um tigre-siberiano.

## Simbologia
As cores da bandeira seguem o padrão da maioria dos países do leste europeu, de algumas bandeiras de outras subdivisões russas, assim como a própria Bandeira da Rússia, ou seja, usam as cores Pan-Eslavas que são o vermelho, o branco e o azul. A adoção destas cores simboliza a unidade do Estado Russo e da província.
O tigre siberiano simboliza o krai, pois é um animal típico da fauna local.